# Margarita Beauchamp de Bletso
Margarita Beauchamp de Bletso (1 de enero de 1405/6 - 8 de agosto de 1482), era hija de Juan, Barón de Bletso. Fue la abuela del rey Enrique VII de Inglaterra.

## Vida
Margaret Beauchamp, nacida alrededor de 1410, era hija de Sir John Beauchamp, tercer barón de jure Beauchamp (m. 1412-1414) de Bletsoe, Bedfordshire, y su segunda esposa, Edith Stourton (m. John Stourton de Stourton, Wiltshire). 
En 1421 se convirtió en heredera de su único hermano, John Beauchamp, quien murió joven y soltero, de quien heredó las mansiones de Lydiard Tregoze en Wiltshire, Ashmore en Dorset y Bletsoe y Keysoe en Bedfordshire, y, según la doctrina moderna, el derecho a cualquier baronía de Beauchamp creada por convocatoria al Parlamento dirigida a su tatarabuelo, Roger Beauchamp, primer barón Beauchamp (muerto el 3 de enero de 1380) de Bletsoe.

### Matrimonios e hijos
Margarita se casó tres veces:
- Con su primer matrimonio, Sir Oliver St John, tuvo dos hijos y cuatro hijas, todos ellos sobrevivieron a la edad adulta. Entre sus hijas se encontraba Edith St John, madre de Sir Richard Pole,[1] marido a su vez de Margarita Plantagenet.[2]

- Tras la muerte de Oliver en 1437, se casó con Juan Beaufort, Primer Duque de Somerset. Tuvieron una hija, Margarita Beaufort, quien se casó con Edmundo Tudor, y fue la madre de Enrique VII de Inglaterra.

- Tras la muerte de su segundo marido, se casó con Sir Lionel de Welles (nacido en 1406) el 14 de abril de 1447, con quien tuvo otros dos hijos.

## Representaciones ficticias
Margaret Beauchamp ocupa un lugar destacado en la novela de Philippa Gregory de 2010 La reina roja, y fue interpretada por Frances Tomelty en la adaptación televisiva de 2013 La reina blanca. Gregory también incluye a Beauchamp en su novela precuela de 2011 La dama de los ríos.